# Sonderbeauftragter
Sonderbeauftragter (en español: Representante Especial) era una posición política del Partido Nacionalsocialista Obrero Alemán que existió entre los años de 1939 y 1945. La posición de Sonderbeauftragter no existía a nivel local del Partido Nacionalsocialista (el Ortsgruppen), pero era estándar a lo largo de todas las líneas del partido a nivel de condado, regional y nacional..
Los titulares de la posición también tenían un rango político NS y usaban un brazalete político con esvástica desnuda para denotar su posición como Sonderbeauftragter.